# Astromesites
Astromesites is een geslacht van kamsterren uit de familie Astropectinidae.

## Soorten
- Astromesites compactus Fisher, 1913
- Astromesites primigenius (Mortensen, 1925)
- Astromesites regis H.E.S Clark & D.G. McKnight, 2000